# Bruno Zaremba
Bruno Zaremba (Fresnes-sur-Escaut, 7 de abril de 1955 - Fresnes-sur-Escaut, 5 de noviembre de 2018) fue un futbolista francés que jugó como delantero para el Valenciennes, Metz, Dunkerque y el Arras.

## Trayectoria
Se formó en la cantera del Valenciennes y fue una de las figuras más emblemáticas del club con la reputación de ser un emprendedor con destreza y gran visión en el campo.
Fue el máximo goleador del club de Valenciennes durante la temporada 1975-1976 de la D2 en la 1975-1976 con 11 goles, lo que le valió al ascenso del US Valenciennes-Anzin al División 1, en un ataque compuesto por los extremos Patrick Jeskowiak y Didier Six. En la 1977-1978, volvió a ser el máximo goleador del club con 12 goles.
En la temporada siguiente, fichó por el FC Metz. Volvió al US Valenciennes-Anzin en 1980-1981 donde coincidió con su hermano Pascal Zaremba.
En 2022, la revista So Foot coloca a Bruno y Pascal Zaremba dentro de los 1000 mejores jugadores del Campeonato de Francia en la 858º posición.

## Clubes
| Club                  | País    | Año       | Partidos | Goles |
| --------------------- | ------- | --------- | -------- | ----- |
| US Valenciennes Anzin | Francia | 1973-1978 | 171      | 64    |
| FC Metz               | Francia | 1978-1980 | 70       | 14    |
| US Valenciennes Anzin | Francia | 1980-1981 | 23       | 4     |
| US Dunkerque          | Francia | 1981-1985 | 134      | 21    |
| Stade poitevin PEPP   | Francia | 1985-1986 | 23       | 4     |
| RC Arras              | Francia | 1986-1987 |          |       |